# Pamhule skov og Stevning Dam
Pamhule skov og Stevning Dam este o arie protejată (arie specială de conservare — SAC, sit de importanță comunitară — SCI, arie de protecție specială avifaunistică — SPA) din Danemarca întinsă pe o suprafață de 1.091 ha, integral pe uscat.

## Localizare
Centrul sitului Pamhule skov og Stevning Dam este situat la coordonatele 55°13′28″N 9°23′21″E / 55.224444°N 9.389167°E.

## Înființare
Situl Pamhule skov og Stevning Dam a fost declarat arie de protecție specială avifaunistică în mai 1983 pentru a proteja 5 specii de animale. Alte tipuri de protecție:
- sit de importanță comunitară (în mai 1998)
- arie specială de conservare (în decembrie 2011)[1][3][4]

## Biodiversitate
Situată în ecoregiunea continentală, aria protejată conține 11 habitate naturale: Păduri de fag Luzulo-Fagetum, Păduri de fag acidofile atlantice, cu subarboret de Ilex și, uneori, de asemenea, Taxus, la nivelul arbuștilor (Quercion robori-petraeae sau Ilici-Fagenion), Păduri de fag Asperulo-Fagetum, Păduri de stejar sau de stejar și carpen sub-atlantice și medio-europene de Carpinion betuli, Păduri aluvionare cu Alnus glutinosa și Fraxinus excelsior (Alno-Padion, Alnion incanae, Salicion albae), Izvoare petrifiante cu formare de travertin (Cratoneurion), Lacuri eutrofice naturale cu vegetație de tip Magnopotamion sau Hydrocharition, Mlaștini alcaline, Formațiuni ierboase bogate în specii de Nardus, dezvoltate pe substraturi silicioase în zone montane (și în zone submontane, în Europa continentală), Pajiști cu Molinia pe soluri calcaroase, turboase sau argilos-nămoloase (Molinion caeruleae), Cursuri de apă de la nivel de câmpie la nivel montan, cu vegetație Ranunculion fluitantis și Callitricho-Batrachion.
La baza desemnării sitului se află mai multe specii protejate:
- păsări (3): pescăruș albastru (Alcedo atthis), gaia roșie (Milvus milvus), viespar (Pernis apivorus)
- amfibieni (1): triton cu creastă (Triturus cristatus)
- nevertebrate (1): Vertigo moulinsiana